# Rainy Day Women ♯12 & 35
Rainy Day Women #12 & 35 (znana też jako Everybody Must Get Stoned) – piosenka napisana przez Boba Dylana, nagrana przez niego w 1966 roku i wydana na singlu, który promował album Blonde on Blonde (1966).

## Historia
Według Phila Spectora inspiracją do napisania tej kompozycji była piosenka Raya Charlesa „Let’s Go Get Stoned”, którą obaj usłyszeli z szafy grającej w sklepie w Los Angeles. Zostali zaskoczeni jej otwartością i wyrazistością wypowiedzi.
10 marca 1966 roku w Columbia Music Row Studios w Nashville (Tennessee) podczas sesji nagraniowej do albumu Blonde on Blonde Dylan zarejsestrwał tę piosenkę (między 12 a 3 godz. w nocy). 31 sierpnia 1969 muzyk zagrał ten utwór z zespołem The Band na koncercie w miejscowości Wootton na wyspie Wight (Anglia).
Piosenka wywołała w latach 60. kontrowersje, tak że artysta musiał w końcu ogłosić publicznie: „Nigdy nie napisałem i nigdy nie napiszę piosenki narkotykowej”. Przy innej okazji wygłosił typowe dla siebie, całkowicie niejasne zdanie, że „«Rainy Day Women» wydaje się zajmować mniejszością kalek (ludzi) Wschodu i światem, w którym oni żyją”. Mimo tych wypowiedzi zabroniono nadawania „Rainy Day Women” w amerykańskich i brytyjskich stacjach radiowych. W amerykańskim tygodniku „Time” z lipca 1966 roku, napisano wręcz, że Dylan posłużył się w piosence żargonem nastolatków, w którym get stoned wcale nie znaczy „upić się”, ale „być na haju”, czyli pod wpływem narkotyków. W 1969 roku, blisko miesiąc po koncercie Dylana na angielskiej wyspie Wight, na łamach amerykańskiego czasopisma kulturalnego „Rolling Stone” Martin Grayson określił ten utwór jako „pyszałkowaty”.
W 1978 roku na niektórych koncertach Dylan wykonywał go w wersji instrumentalnej.

## Charakterystyka
„Rainy Day Women #12 & 35” to piosenka o charakterze anarchistycznym; uznawana też za jedną z najbardziej zwariowanych kompozycji Dylana, a przy tym należy do tych, które odniosły największy sukces komercyjny. Wydana na singlu powtórzyła częściowo duży sukces „Like a Rolling Stone” (1965). Jak wiele kompozycji Dylana, także ten utwór powstał zapewne już w trakcie nagrywania albumu i został nagrany praktycznie w ostatnim dniu sesji nagraniowej. Przy całym swoim szaleństwie, piosenka jest również ożywczo śmieszna; wszystko to zostało podkreślone grą muzyków w studiu, którzy wydają się być pod wpływem jakichś używek.

## Tekst
Piosenka ta zawiera chwytliwy refren-wezwanie Everybody must get stoned, ale cechuje ją pewna ambiwalencja: z jednej strony forma utworu wydaje się pochwalać kulturę narkotykową lat 60. XX wieku, a z drugiej strony stanowi parodię tej kultury i delikatne wyśmianie. Ta niejednoznaczność była wyraźna właściwie we wszystkich wykonaniach tego utworu w ciągu całej kariery Dylana.

### Sens tytułu i refrenu
Według autora tekstu zwrot rainy day women oznacza po prostu papierosa z marihuaną. Po latach obydwa tytuły (właściwy i „Everybody Must Get Stoned”) utworu nie zostały absolutnie i jednoznacznie wytłumaczone. Istnieje wiele różnorodnych hipotez, według których jest o marihuanie, alkoholu lub też o seksie; a inni łączą go z powstałą kilka lat później piosenką Waylona Jeningsa Rainy Day Woman, w której chodzi o „tę drugą” kobietę, która przydaje się w momentach, kiedy ze stałą kobietą trudno jest wytrzymać. Są i tacy, którzy twierdzą, że w czasie „oberwania chmury”, podczas nagrywania piosenki pojawiły się w studiu dwie osoby płci żeńskiej; jedna z nich miała 12 lat, a druga 35. Jeszcze inni uważają, że mnożąc 12 przez 35 otrzymuje się 420 (czyli 4 godz. i 20 min), w kodzie oznaczające najlepszy moment do zapalenia skręta. Są również osoby, które łączą te liczby z Chrystusem i Bogiem. Istnieje także opinia, według której ten tytuł ma być zupełnie przypadkowy i nic nieznaczący.
Mimo tego, iż we wszelkich dyskusjach na temat tego utworu problem narkotyków wysuwał się na pierwsze miejsce, to w całości jest to przede wszystkim piosenka o prześladowaniach, szczególnie związanych z krytycyzmem. Dylan nie wyróżnił kogoś szczególnego, czy jakiejś grupy podległej prześladowaniu. Przekaz refrenu jest prosty – to może się przydarzyć każdemu, jednak nie ma co się z tego powodu załamywać – przede wszystkim nie należy stać się ofiarą.

## Muzyka
Aranżacja utworu, ze specyficznym wykorzystaniem instrumentów dętych (zwłaszcza puzonu) i bębna basowego, przypomina muzykę z nowoorleańskich pogrzebów. Utwór ten wykazuje wielkie możliwości drzemiące w muzyce rockowej, która w najlepszych swoich przykładach jest formą całkowicie otwartą, pozwalającą na tworzenie różnego rodzaju hybryd. W najgorszych przykładach może to prowadzić zaledwie do eklektyzmu, ale wybitnym twórcom rocka pozwala na stworzenie nowych wartości, brzmień i treści muzycznych.

## Dyskografia
Singel
- „Rainy Day Women #12 & 35” (2:26) / „Pledging My Time” (USA)
- „Rainy Day Women #12 & 35” / „Pledging My Time” / „One of Us Must Know (Sooner or Later)” (Wlk. Brytania)

Albumy
- 1966: Blonde on Blonde
- 1967: Bob Dylan's Greatests Hits
- 1974: Before the Flood
- 1995: MTV Unplugged
- 2000: The Essential Bob Dylan

Wideografia
- 2004: Bob Dylan. MTV Unplugged (DVD)

## Wersje innych artystów
- 1970: Earl Scruggs – Nashville Airplane
- 1993: Tom Petty and the Heartbreakers – The 30th Anniversary Concert Celebration (album różnych wykonawców)
- 1995: The Black Crowes – Hempilation” Freedom Is Normal (album różnych wykonawców)
- 2012: Lenny Kravitz – Chimes of Freedom: The Songs of Bob Dylan (album różnych wykonawców)

## Listy przebojów
| Kraj | Lista                          | Pozycja | Źr.   |
| ---- | ------------------------------ | ------- | ----- |
| AU   | Top 100 Singles                | 17      | [ 3 ] |
| NL   | Single Top 100                 | 9       | [ 4 ] |
| CA   | „RPM” Top Singles              | 3       | [ 5 ] |
| NZ   | „NZ Listner” chart             | 13      | [ 6 ] |
| GB   | Official Singles Chart Top 100 | 7       | [ 7 ] |
| US   | Hot 100                        | 2       | [ 8 ] |

Listy końcoworoczne
| Kraj | Lista   | Pozycja | Źr.   |
| ---- | ------- | ------- | ----- |
| US   | Hot 100 | 82      | [ 9 ] |